# Mehmet Alper
Mehmet Alper (* 20. November 1998 in Tavşanlı) ist ein türkischer Fußballspieler.

## Karriere
Alper wurde in der Jugend von Tavşanlı Linyitspor ausgebildet. Sein Debüt als Profi gab er am 19. April 2015 bei einem Ligaspiel gegen Turgutluspor, als er in der 75. Minute für Veli Akbulut eingewechselt wurde. Er war zu diesem Zeitpunkt 16 Jahre alt.